# Simone di Beaulieu
Simone di Beaulieu, in francese Simon de Beaulieu (Varennes-lès-Mâcon, XIII secolo – Orvieto, 18 agosto 1297), è stato un arcivescovo francese, divenuto cardinale durante il breve pontificato di papa Celestino V.

## Biografia
Simone studiò diritto all'Università di Parigi. Divenne arcidiacono a Chartres, poi alla chiesa di San Pietro a Poitiers, quindi canonico del capitolo della cattedrale di Bourges e quindi a Tours. Divenne poi amministratore dell'abbazia di Notre-Dame de la Charité à Besançon. Il 23 dicembre 1281 fu eletto arcivescovo di Bourges, carica che tenne fino al 18 settembre 1294, quando papa Celestino V lo nominò cardinale vescovo di Palestrina.
Nel dicembre dello stesso anno partecipò al conclave che elesse papa il cardinale Benedetto Caetani (papa Bonifacio VIII) e fu l'unico conclave cui partecipò.
Nel 1297, insieme al cardinale Bérard de Got, fu delegato apostolico incaricato di mediare la pace fra 
Filippo il Bello ed Edoardo I d'Inghilterra.
Morì ad Orvieto e fu sepolto nella chiesa di San Francesco di quella città.

## Successione apostolica
La successione apostolica è:
- Arcivescovo Gilles Aycelin I de Montaigut (1291)